# Bevare Gud vår kung
Bevare Gud vår kung (Boże chroń naszego Króla) – hymn królewski Szwecji w latach 1805–1844. Jego słowa napisał Abraham Niclas Edelcrantz, melodia została zapożyczona z hymnu Wielkiej Brytanii – God Save the King.
Pieśń została pierwszy raz zaśpiewana 12 lutego 1805 roku, z okazji powrotu Gustawa IV Adolfa po ponad rocznej wizycie w Badenii. Utwór ten pozostał hymnem królewskim do momentu powstania pieśni Kungssången w 1844 roku.
Słowa
Bevare Gud vår kung! 

Gör säll vår ädle kung! 

Leve vår kung! 

Bekrönt av ärans hand, 

alltid med hjärtats brand 

förent med folk och land. 

Leve vår kung! 

Nu varje troget bröst 

med hjärta och med röst 

hans välgång sjung! 

Må tvedräkt flykten ta! 

Han allas kärlek ha! 

Sjung, svenska Folk, hurra! 

Leve vår kung!